# Autrey (Meurthe-et-Moselle)
Autrey (auch: Autrey-sur-Madon) ist eine französische Gemeinde mit 194 Einwohnern (Stand: 1. Januar 2022) im Département Meurthe-et-Moselle in der Region Grand Est (vor 2016 Lothringen). Sie gehört zum Arrondissement Nancy und zum Kanton Meine au Saintois.

## Geografie
Autrey im Norden der Landschaft Saintois liegt etwa 33 Kilometer südsüdwestlich von Nancy am Madon, der die Gemeinde im Nordosten begrenzt.
Umgeben wird Autrey von den Nachbargemeinden Pierreville im Nordwesten und Norden, Pulligny im Norden und Nordosten, Ceintrey im Osten, Clérey-sur-Brenon im Süden, Houdreville im Süden und Südwesten sowie Houdelmont im Westen.

## Bevölkerungsentwicklung
| Jahr                       | 1962 | 1968 | 1975 | 1982 | 1990 | 1999 | 2006 | 2019 |
| Einwohner                  | 144  | 131  | 116  | 118  | 124  | 152  | 167  | 187  |
| Quellen: Cassini und INSEE |      |      |      |      |      |      |      |      |

## Sehenswürdigkeiten
- Kirche Nativité-de-la-Vierge aus dem 15. Jahrhundert

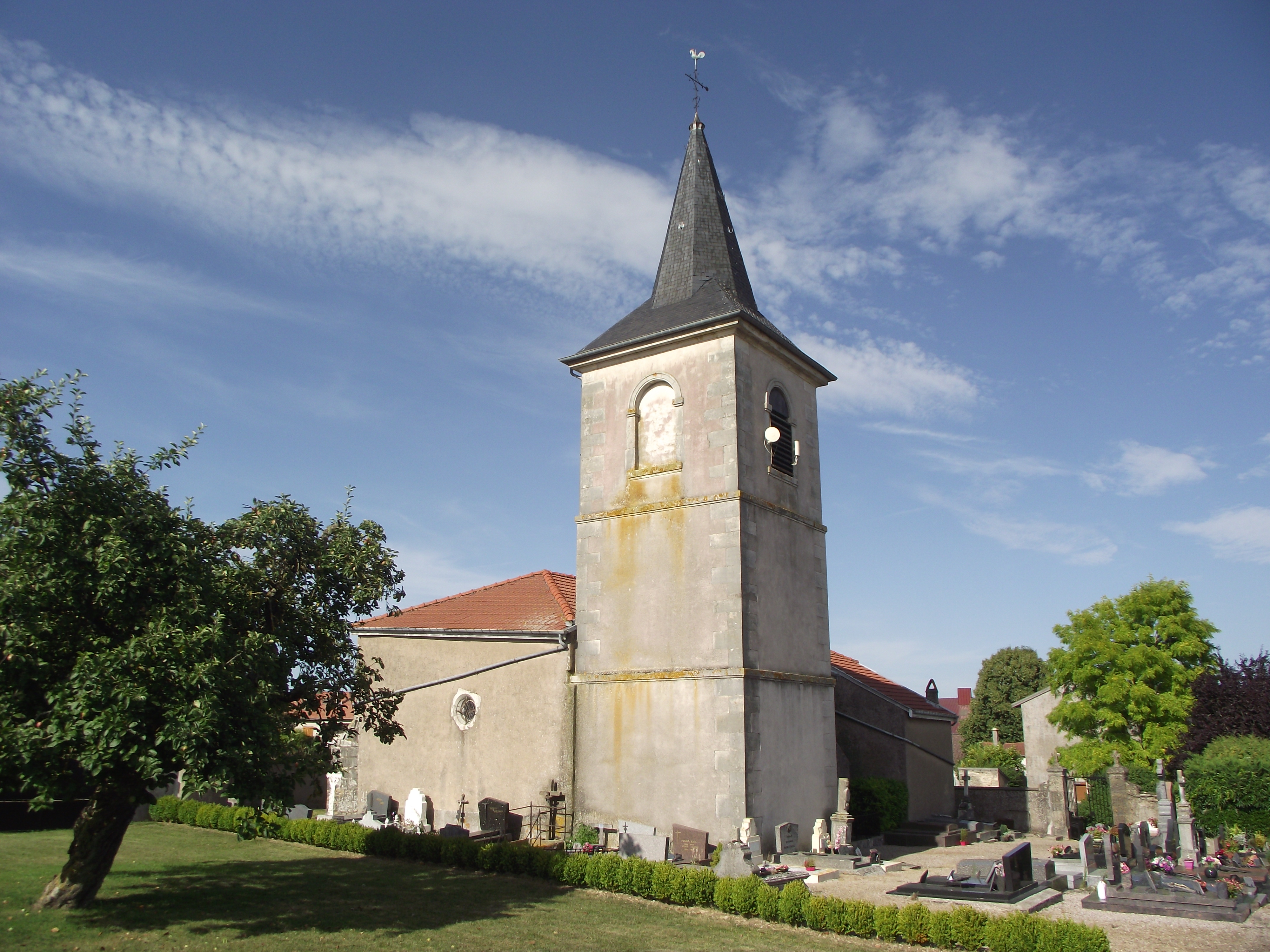
Kirche Nativité-de-la-Vierge

- Motte aus dem 10. Jahrhundert